# Bruce Dinwiddy
Bruce Harry Dinwiddy, CMG (1 de fevereiro de 1946 – 1 de abril de 2021) foi o governador das Ilhas Cayman de maio de 2002 a outubro de 2005.
Faleceu aos 75 anos em 1 de abril de 2021.